# Antoni Maria Fàbregas Rosal
Antoni Maria Fàbregas Rosal   (Barcelona, 10 d'abril de 1861 - Barcelona, 22 de novembre de 1904) va ser un procurador, administrador de finques, traductor i escriptor català.
De 1876 a 1881 va cursar estudis de Medicina a la Universitat de Barcelona. Va ser comptador de la Junta particular del Monte de Piedad de Nuestra Señora de la Esperanza de Barcelona, una entitat benèfica fundada el 1751 que concedia microcrèdits a canvi d'una penyora. Fàbregas es va casar amb l'escriptora Joaquima Santamaria i Ventura, coneguda com a Agna de Valldaura. L'any 1905 és citat en el llibre dels Jocs Florals de Barcelona com a «català il·lustre mort durant l'anyada anterior», juntament amb Valentí Almirall i Teodor Bonaplata, entre d'altres.
La seva obra narrativa és escassa i és considerada «de tesi reaccionària», «a partir de la idea fixa de la defensa de la tradició i la condemna de la innovació». En la novel·la En Dolsapau, de 1886, escriu: «Qui no sap que l'ateisme és la religió del socialisme?». Va traduir del llatí les obres d'Horaci La epístola de los Pisones i Ars Poetica, per a la Biblioteca de autores griegos y latinos. També va publicar l'any 1896 els Goigs de santa Bárbara, verge y mártir per a cantarse en la Iglesia Parroquial de Santa Maria del Mar de Barcelona, que es van imprimir en la Tipografia Catòlica del carrer del Pi, número 5 de Barcelona. L'any 1899 va publicar el llibre d'història econòmica Apuntes para la historia general del Monte de Piedad, una documentada història de les entitats d'estalvi conegudes com a Monts de Pietat que estan en l'origen de moltes caixes d'estalvis. Fàbregas hi descriu que, el 1839, una comissió del Monte de Piedad de Nuestra Señora de la Esperanza va estudiar la conveniència de fundar una caixa d'estalvis a Barcelona; proposta que en aquell moment es va rebutjar perquè hauria calgut cobrar interessos pels seus préstecs.